# Бучин, Константин Сергеевич
Константин Сергеевич Бучин — советский хозяйственный, государственный и политический деятель.

## Биография
Родился в 1927 году. Член КПСС.
В 1965—1968 — секретарь парткома завода «Салют».
В 1968—1970 — второй секретарь Первомайского районного комитета КПСС города Москвы.
В 1970—1977 — первый секретарь Первомайского районного комитета КПСС города Москвы.
В 1977—1987 — председатель партийной комиссии при Московском городском комитете КПСС.
С 1987 — персональный пенсионер союзного значения.
Делегат XXIV, XXV и XXVI съездов КПСС.
Жил в Москве.